# Anomalops
Anomalops is een geslacht van straalvinnige vissen uit de familie van lantaarnvissen (Anomalopidae).

## Soort
- Anomalops katoptron (Bleeker, 1856)